# Acartus penicillatus
Acartus penicillatus là một loài bọ cánh cứng trong họ Cerambycidae.